# Óttakamandu
Óttakamandu (tamilsky உதகமண்டலம், anglicky Udagamandalam, Udhagai, Ootacamund nebo Ooty) je město v Tamilnádu, jednom ze svazových států Indie. K roku 2011 v něm žilo bezmála 90 tisíc obyvatel.

## Poloha
Óttakamandu leží v pohoří Nílgiri 86 kilometrů severně od Kójamputtúru a 128 kilometrů jižně od Maisúru.

## Dějiny
Historický rozvoj města souvisí s aktivitou Johna Sullivana z britské Východoindické společnosti, který zde v roce 1819 zakoupil půdu a kromě pěstování brambor, lnu, konopí a čaje začal také zdejší „Švýcarsku podobnou“ krajinu propagovat jako rekreační oblast.

## Obyvatelstvo
Z hlediska náboženství vyznává 64 % obyvatel hinduismus, 21 % křesťanství a 13 % islám. Nejpoužívanějším jazykem je tamilština, která je mateřským jazykem přibližně 60 % procent obyvatel, následuje kannadština se 17 %.